# Enneanectes altivelis
Enneanectes altivelis és una espècie de peix de la família dels tripterígids i de l'ordre dels perciformes.

## Morfologia
- Els mascles poden assolir 4 cm de longitud total.[1][2]

## Hàbitat
És un peix marí, de clima tropical i associat als esculls de corall que viu entre 3-10 m de fondària.

## Distribució geogràfica
Es troba des del sud-est de Florida (Estats Units) i les Bahames fins al Brasil.

## Observacions
És inofensiu per als humans.